# Ludwig Boslet
Ludwig Boslet (né le 12 décembre 1860 à Biedershausen – mort le 23 janvier 1951 à Trèves) est un compositeur et organiste allemand.

## Biographie
Boslet a grandi avec ses parents Jacob Boslet et Barbara Buchheit dans le village de Biedershausen près de Landstuhl. Après avoir terminé l'école primaire, il a fréquenté l'école préparatoire à Blieskastel, puis le collège de formation des enseignants à Spire, pour devenir professeur. À l'âge de 20 ans, il a occupé son premier emploi, d'abord dans le village de Neunkirchen am Potzberg où il ne se plaisait pas, puis à Deidesheim. À propos de la chapelle à Neunkirchen, Boslet a écrit dans ses mémoires : « De l'orgue il n'y avait que l'emplacement; l'orgue lui-même était absent. Par hasard ... j'avais entendu à 18 ans jouer à Mayence le célèbre virtuose de l'orgue Friedrich Lux. J'ai eu le désir d'arriver à jouer de cette manière. Par conséquent... m'étant rapidement décidé, je suis allé voir le professeur de musique Jakob Heinrich Lützel (de) à Deux-Ponts. Sans m'avoir entendu, il m'a dit : «Vous voulez entrer dans une Académie de musique, je viens dans quelques jours à Stuttgart et je sais que les professeurs y ont une grande réputation dans toute l'Europe; je vous enverrai les statuts de l'Académie de Musique ». Grâce à l'appui de Lützel, Boslet a commencé avec le professeur Immanuel Faisst (en) à Stuttgart. Mais un an plus tard, l'étudiant organiste doit s'arrêter et retourner travailler à l'école parce que ses ressources financières étaient épuisées. Sa nouvelle place le conduit à Königsbach an der Weinstraße.
En 1881 il est venu pour une audition à Ludwigshafen, où le mélomane Albert von Jäger (de) (1814-1884), ancien directeur des chemins de fer du Palatinat, l'a entendu. Ce dernier très impressionné par le talent de Boslet, avec l'aide d'amis riches, a assemblé en 14 jours assez d'argent pour que Boslet poursuive ses études avec Faißt pendant quatre semestres et a ensuite été en mesure de passer trois semestres auprès de Josef Rheinberger à Munich. Là, il a passé son examen d'État en 1885, puis il a travaillé quatorze ans comme organiste de concert, chef de chœur et professeur à Ludwigshafen, où il a pu acquérir une bonne réputation. Il refusa une invitation venue de Paris de la part de l'organiste virtuose Alexandre Guilmant, ainsi que des offres parvenues de Lucerne, de Londres et des États-Unis, parce qu'il se sentait trop attaché à son pays, là où il avait son gagne-pain. Mais en 1899, Boslet a changé de décision, et a rejoint la ville frontière de Saint-Ingbert et l'église de Saint-Joseph. Dans ses mémoires, nous lisons: « Si j'y avais trouvé de meilleures conditions, je serais resté à Ludwigshafen ».
À Saint-Ingbert avait joué pendant 40 ans Franz Woll, le frère du poète Karl Woll, en occupant le poste d'organiste à Saint-Joseph. Le 17 octobre 1897, Boslet a donné un concert d'orgue. À Saint-Joseph, se trouvait l'orgue de facture romantique de H. Voit & Söhne, qui avec 36 jeux était alors le plus grand orgue sur le territoire actuel de la Sarre. La place, qui exigeait les mêmes tâches qu'à Ludwigshafen, était selon ce qu'il rapporte, « bien rémunérée » et, contrairement à son intention initiale, elle n'a pas été une place de transition : il y est resté pendant dix ans. À cette époque, la chorale de l'église a été agrandie considérablement.
En 1909, Boslet est allé à la cathédrale de Trèves, où deux ans plus tard, le 1er septembre 1911, il a succédé à Jodocus Kehrer (1855-1937), qui avait pris la retraite à cause de son âge. Il y avait là un orgue de Weigle qui avait été terminé en 1908. En plus de son activité d'organiste, Bosletl a travaillé à l'école de musique de l'église fondée par Gustav Erlemann en 1903. Il y a enseigné l'orgue, le piano, le chant et la théorie de la musique. Il a poursuivi ces activités jusqu'à sa retraite en 1937.
Ses œuvres avaient reçu de son vivant un accueil réservé.

## Œuvres
| Opus | Nom | Tonalité                        | Année      | Éditeur                                                     | CD  | Remarques, autres informations |
| ---- | --- | ------------------------------- | ---------- | ----------------------------------------------------------- | --- | --- |
| 1    | Thema mit Variationen                                                                                         | sol mineur                      | 1890       | Berlin: Verlag Hymnophon, avant Eisoldt und Rohkrämer       | oui | |
| 2    | Fest-Fantasie und Elegische Fuge                                                                              | ut majeur                       |            | Trèves: Musikverlag Hans Kessler                            | oui | |
| 3    | Sonate nº 1                                                                                                   | sol mineur                      | 1890       | Brême: Schweers                                             |     | Studienwerk aus der Zeit Rheinbergers |
| 4    | Motet pour chœur mixte « Wie lieblich sind deine Wohnungen, o Herr »                                          |                                 |            | Berlin: Verlag M. Leuckart, plus tard Eisoldt und Rohkrämer |     | |
| 5    | Naturfreiheit (Ludwig Uhland) pour chœur mixte                                                                |                                 |            | Berlin: Verlag M. Leuckart, plus tard Eisoldt und Rohkrämer |     | |
| 6    | Sonate nº 2                                                                                                   | ré mineur                       | 1892       | Berlin: Eisoldt                                             | oui | |
| 7    | Große Fantasie für Orgel                                                                                      | mi majeur                       |            | Berlin: Verlag Julius Schneider, ab 1912: Trier wie op. 2   | oui | |
| 8    | Festliches Nachspiel zum « Ite missa est » und Thema mit Variationen « Caro mio ben » d'après Tomaso Giordano |                                 |            | Verlag Julius Schneider, Berlin                             |     | |
| 9    | Religiöses Stimmungsbild                                                                                      | la dièse majeur                 |            | Hildesheimer, Speyer                                        |     | |
| 10   | Sonate nº 3                                                                                                   | ut mineur                       | 1895       | Leipzig: Otto Junne                                         | oui | |
| 11   | Charakterstück für Klavier                                                                                    |                                 | 1898       | Berlin: Verlag Hymnophon                                    |     | |
| 12   | Introduktion und Tripelfuge                                                                                   | ut mineur                       | 1900       | Regensburg: Feuchtinger & Gleichauf                         |     | publié ainsi qu'un accompagnement d'orgue au choral-Te Deum dans la revue "The Organ". Plus tard inclus dans l'op. 22 sous le nº 9 |
| 13   | Große Festfantasie für Orgel                                                                                  | ut majeur                       | 1893       | Zittau-Zürich: Verlag Loebel                                | oui | « Am 13. Mai 1894 auf der großen Orgel im Dom zu Speyer öffentlich gespielt » (Ludwig Boslet). Dédié au maître de chapelle Joseph Niedhammer (de). Fugenthema: Sanctus a. d. 3. Choralmesse In festis duplicibus (Medicaea). Composé à Ludwigshafen (Angaben Boslets). |
| 14   | Ariosa und Fugato                                                                                             | la dièse majeur                 | 1898       | Leipzig: Verlag Robert Forberg                              |     | |
| 15   | Orgelsonate nº 4                                                                                              | si bémol mineur                 |            |                                                             | oui | dédiée à l'organiste de la cathédrale de Genève Otto Barblan (de) |
| 16   | Vor- und Nachspiel zum Gebrauch bei dem katholischen Gottesdienste                                            |                                 | avant 1898 | Leipzig: Verlag Robert Forberg                              |     | |
| 17   | Präludium und Ciacona                                                                                         | la mineur                       |            | Berlin: Eisold                                              |     | |
| 18a  | Vorspiel Moderato con moto                                                                                    | ré majeur                       |            | Regensburg: Feuchtinger & Gleichauf                         |     | in: « 100 größere und kleinere Originalkompositionen für die Orgel zum kirchlichen Gebrauch und zum Studium gesammelt und herausgegeben von Joh. Diebold » |
| 18b  | Nachspiel Maestoso                                                                                            | ut majeur                       |            | Regensburg: Feuchtinger & Gleichauf                         |     | in: « 100 größere und kleinere Originalkompositionen für die Orgel zum kirchlichen Gebrauch und zum Studium gesammelt und herausgegeben von Joh. Diebold » |
| 18c  | Fantasie und Doppelfuge in, Moderato                                                                          | mi bémol mineur/mi bémol majeur |            | Regensburg: Feuchtinger & Gleichauf                         |     | in: « 100 größere und kleinere Originalkompositionen für die Orgel zum kirchlichen Gebrauch und zum Studium gesammelt und herausgegeben von Joh. Diebold » |
| 19   | « Veni Creator » et « Pange lingua » pour chœur mixte à 4 voix a capella                                      |                                 |            |                                                             |     | |
| 22   | 12 Große Orgelstücke I-II                                                                                     |                                 | avant 1925 | Regensburg: Gleichauf                                       |     | I Präludium und Doppelfuge en ré majeur, Fantasie zu einem alten Kirchenlied en sol majeur, Festpräludium en si bémol majeur, Fantasie en la dièse mineur/la dièse majeur, Einleitung und Doppelfuge en si mineur, Festpräludium en ré majeur; II Einleitung und Fuge en la mineur, Nachspiel (Kanon) fa majeur, Introduktion und Tripelfuge en la mineur (Nacdhspiel), Präludium en sol majeur, Festpräludium en fa majeur, Adagio (freier Kanon) en sol mineur |
| 23   | Praeludium (Quasi Fantaise) et Fuga                                                                           | mi mineur                       | 1903       | J. Rieter-Biedermann, Leipzig                               | oui | dédié à Wilhelm Carl Julius Hoyerman. |
| 24   | Praeludium und Fuge                                                                                           | mi mineur                       |            | Leipzig: Otto Junne                                         |     | |
| 25   | Drei Tonstücke für Orgel nº 5                                                                                 | fa majeur                       | 1903       | J. Rieter-Biedermann, Leipzig                               | oui | Festpräludium, Recitativ, Finale; Manuskript: University of Rochster |
| 26   | Interludium und Postludium                                                                                    |                                 | 1906       | Leipzig: Otto Junne                                         |     | dans le premier des trois volumes de « Orgelstücke moderner Meister » |
| 27   | Phantasie für die Orgel                                                                                       |                                 | 1906       | Verlag Schwann, Düsseldorf                                  |     | in: « routinierter Konzertorganist » |
| 30   | Orgelsonate nº 5                                                                                              | ré majeur                       | 1908       | Schweers & Haake, Bremen                                    | oui | |
| 31   | Fantasie « Ecce sacerdos » pour chœur mixte à 6 voix et orgue                                                 |                                 | 1912       | Verlag Schwann, Düsseldorf                                  |     | paru dans Alphonse Moortgat: « Orgelmuziek » |
| 32   | Missa solemnis pour chœur mixte à 7 voix et orgue                                                             |                                 | 1912       | Verlag A. Böhm (de), Augsbourg                              |     | "Sr. Kgl. Hoheit Dem Prinzregenten Luitpold v. Bayern unterthänigst gew." |
| 33   | Toccata, Introduction und Fuge                                                                                |                                 | 1913       | Verlag A. Böhm, Augsburg                                    | oui | dédié à Marie-François-Xavier Mathias professeur d'université et organiste à Strasbourg |
| 34   | Fünf Festpräludien                                                                                            |                                 | avant 1927 | Verlag A. Böhm, Augsburg                                    |     | |
| 35   | Orgelsonate nº 6                                                                                              | ut mineur                       | 1914       | J. Rieter-Biedermann, Leipzig                               | oui | dédié au professeur de l'Académie de Munich Ludwig Felix Maier |
| 36   | Sieben neue Festpräludien                                                                                     |                                 | avant 1927 | Verlag A. Böhm, Augsburg                                    |     | |
| 37   | Einleitung und Fuge                                                                                           | si bémol majeur                 | cor 1927   | Verlag A. Böhm, Augsburg                                    |     | |
| 38   | Zwei Weihnachtsstücke                                                                                         | ut majeur                       |            | Verlag A. Böhm, Augsburg                                    | oui | Weihnachtsidyll en sol majeur, Pastorale en sol majeur |
| 41   | Fünf Hymnen für das Fronleichnamsfest pour chœur mixte à 4 voix et Orchestre                                  |                                 |            |                                                             |     | |
| 45   | Introduction und Fuge zu « Maria zu lieben » pour Orgue                                                       |                                 | 1932       | M. Hoffmann, Kronach                                        |     | |
| 46   | Zwei Fantasien über Choralmelodien und ein Thema von Palestrina                                               |                                 |            |                                                             |     | Publié par la Bibliothèque de la cathédrale de Trèves. Dédié à l'organiste Dr. Paul Schuh (de) |
| 47   | Fantasie über ein Thema von Palestrina a. d. « Missa Brevis »                                                 |                                 |            |                                                             |     | Publié par la Bibliothèque de la cathédrale de Trèves. Aus dem Nachlass Paul Schuh |